# U-73 (1940)
El submarí alemany U-73 va ser un submarí tipus VIIB de la Kriegsmarine de l'Alemanya nazi durant la Segona Guerra Mundial. Vegesacker Werft li col·locar la quilla com a número de drassana 1 el 5 de novembre de 1939, avarat el 27 de juliol de 1940 i posat en servei el 30 de setembre del mateix any sota Kapitänleutnant (Kptlt.) Helmut Rosenbaum.
L'U-73 va realitzar 15 patrulles entre principis de 1941 i finals de 1943, enfonsant vuit mercants i quatre vaixells de guerra. També va danyar tres vaixells mercants més. Va formar part de cinc llopades. Va ser enfonsada per dos vaixells de guerra nord-americans, USS Woolsey i Trippe, davant de la costa nord-africana el 16 de desembre de 1943 a 36° 4′ N, 0° 50′ O / 36.067°N,0.833°O.

## Disseny
Els  submarins alemanys tipus VIIB van ser precedits pels submarins tipus VIIA més curts. L'U-73 va tenir un desplaçament de 753 tones (741 tones llargues) quan estava a la superfície i de 857 tones (843 tones llargues) mentre estava submergit. Tenia una longitud total de 66,50 m (218 peus 2 polzades), una longitud del casc a pressió de 48,80 m (160 peus 1 polzada), una mànega de 6,20 m (20 peus 4 polzades), una alçada de 9,50 m (31 peus 2 polzades) i un calat de 4,74 m (15 peus 7 polzades). El submarí estava propulsat per dos motors dièsel sobrealimentats MAN M 6 V 40/46 de quatre temps i sis cilindres produint un total de 2.800 a 3.200 cavalls de potència (2.060 a 2.350 kW; 2.760 a 3.160 shp) per al seu ús a la superfície, dos motors elèctrics de doble efecte BBC GG UB 720/8 que produeixen un total de 750 cavalls de potència mètrics (750 kWhp;) per utilitzar-lo submergit. Tenia dos eixos i dues hèlixs d'1,23 m (4 peus). El vaixell era capaç d'operar a profunditats de fins a 230 metres (750 peus).
El submarí tenia una velocitat màxima en superfície de 17,9 nusos (33,2 km/h; 20,6 mph) i una velocitat màxima submergida de 8 nusos (15 km/h; 9,2 mph). Quan està submergit, el vaixell podia operar durant 90 milles nàutiques (170 km; 100 milles) a 4 nusos (7,4 km/h; 4,6 mph); quan va sortir a la superfície, podia viatjar 8.700 milles nàutiques (16.100 km; 10.000 milles) a 10 nusos (19 km/h; 12 mph). L'U-73 estava equipat amb cinc tubs de torpedes de 53,3 cm (21 polzades) (quatre muntats a la proa i un a la popa), catorze torpedes, un canó naval SK C/35 de 8,8cm (3,46 polzades), 220 projectils i un canó antiaeri de 2 cm (0,79 polzades). El vaixell tenia un rol d'entre quaranta-quatre i seixanta homes.

## Historial de serveis

### Primera patrulla
L'U-73 va sortir de l'Helgoland (també coneguda com a Helgoland) per a la seva primera patrulla el 8 de febrer de 1941. La seva ruta la va portar al llarg del mar del Nord, a través del "bucle" que separa les illes Fèroe i Shetland, al nord-oest cap a Islàndia, després al sud i a l'oest.
Va enfonsar el Waynegate el 24 de febrer de 1941 al sud d'Islàndia.
El vaixell va arribar a Lorient, a la costa atlàntica francesa, el 2 de març.

### Segona patrulla
L'U-73 va enfonsar tres vaixells el mateix dia, 3 d'abril de 1941. Eren: l'Alderpool, el Westpool i el British Viscount, tots als voltants d'Islàndia.
La seva següent víctima va ser el SS Empire Endurance el 20 d'abril, al sud-oest de Rockall; també es van perdre perdut quan va enfonsar-se aquest vaixell dos llanxes que es transportaven com a càrrega de coberta: ML-1003 i M-1037.

### Tercera, quarta i cinquena patrulles
Aquestes sortides es van dur a terme a l'Atlàntic mitjà, però van ser sense incidents. El 26 de maig de 1941, l'U-73 va rebre l'ordre d'ajudar el cuirassat alemany ferit Bismarck que estava sota l'atac dels destructors britànics. La nit del 26 de maig, l'U-73 va veure obusos lumínics que il·luminaven Bismarck i també va veure el Bismarck disparant les seves armes. Però l'U-73 no va poder atacar els destructors a causa dels vents de força 7 a 9. L'U-73 va informar de la posició del Bismarck al Grup Oest, però les posicions van resultar inexactes. L'U-73 va tornar després al port de França.

### Sisena patrulla
L'U-73 va entrar al mar Mediterrani per l'estret de Gibraltar, fortament defensat, el 14 de gener de 1942 durant la seva sisena patrulla. Rosenbaum va afirmar haver enfonsat un destructor al febrer, però els registres de la postguerra no ofereixen cap confirmació. Va atracar a La Spezia a Itàlia el 12 de febrer.

### Setena patrulla
El submarí va ser atacat per un Bristol Blenheim del 203r Esquadró de la RAF a unes 50 milles nàutiques (93 km; 58 milles) al nord-oest de Derna a Líbia el 22 de març de 1942. El dany va ser tal que el vaixell no va poder bussejar i va haver de tornar a La Spezia el 26 de març de 1942. El submarí va estar en reparació a La Spezia durant quatre mesos.

### Vuitena patrulla
L'11 d'agost de 1942 va enfonsar el portaavions HMS Eagle durant l'operació Pedestal (subministrament de Malta). Rosenbaum va rebre la Creu de Cavaller i va ser enviat a comandar la flotilla de submarins del mar Negre.

### Novena patrulla
El primer oficial de guàrdia Horst Deckert va ser ascendit al comandament de l'U-73. Era fill de pares germanoamericans que vivien a Chicago i s'havia unit a la tripulació de l'U-73 com a guardiamarina el 1940. L'U-73 va ser carregat de profunditat durant un atac sense èxit a l'Operació Torxa (la invasió del nord d'Àfrica francès) contra vaixells de tropes el 7 de novembre. El 10 de novembre, l'U-73 va perdre el cuirassat HMS Rodney amb quatre torpedes llançats a una distància de cinc quilòmetres.
També va danyar el Lalande davant d'Oran el 14 de novembre de 1942. Aquest vaixell va estar en reparació fins al juny de 1943.

### Desena i onzena patrulles
L'U-73 va ser danyat en un atac aeri el 5 de desembre de 1942 i obligat a tornar a la base.
El vaixell també va ser atacat per un Lockheed Hudson britànic del 500è Esquadró el 27 de desembre de 1942; el dany va ser lleuger: l'Hudson va ser abatut. Va enfonsar el vaixell Liberty estatunidenc SS Arthur Middleton de 7.200 tones del comboi UGS 3 l'1 de gener de 1943 a 3 milles nàutiques (5,6 km; 3,5 milles) d'Oran.

### 12a patrulla
Mentre les forces aliades es preparaven per a l'operació Husky (la invasió de Sicília), l'U-73 va enfonsar el vaixell de càrrega britànic de 1.600 tones Brinkburn davant d'Oran el 21 de juny de 1943 i va danyar el petrolier Abbeydale de 8.300 tones de la Royal Navy el 28 de juny de 1943. El Brinkburn va explotar amb tanta força que es van trobar llaunes de menjar danyades i dos obusos de 75 mm, encara a les seves caixes de trànsit, al pont de l'U-boat.
El vaixell va amarrar a Toló a França l'1 de juliol de 1943.

### 13a patrulla
La patrulla número tretze va portar l'U-73 a Sicília; va arribar a l'estret de Messina (entre l'illa i el continent italià), el 19 d'agost de 1943.

### 14a patrulla
L'U-73 va ser atacat pel submarí britànic HMS Ultimatum al sud-est de Toulon el 30 d'octubre de 1943 (just abans del final de la seva patrulla). El torpede va fallar.

### 15a patrulla i pèrdua
L'U-73 va trobar el comboi GUS-24 davant d'Orà el 16 de desembre de 1943 i va torpedinar el vaixell Liberty americà de 7.200 tones SS John S. Copley. Quan el vaixell danyat va tornar al port, els destructors USS Woolsey, USS Trippe i USS Edison van sortir de Mers-el-Kebir per trobar l'U-boat. Va ser localitzat per sonar a les 18:15. La turbulència del casc va fer que els hidròfons de l'U-boot fossin ineficaços a la velocitat que l'U-73 abandonava la zona, per la qual cosa no va ser conscient dels destructors fins que les càrregues de profunditat del Woolsey van explotar sota el submarí a les 18:39. L'aigua de mar s'abocava entre els tubs del torpede de proa i des d'una vàlvula d'entrada d'aigua salada per al sistema de refrigeració del motor dièsel. Tots els tancs de llast van ser volats per portar l'U-73 a la superfície, ja que l'aigua que entrava superava la capacitat de bombeig. L'U-73 va sortir a la foscor a les 19:27 i els homes van tripular les metralladores pesades. Els destructors el van detectar ràpidament al radar i van il·luminar el submarí amb reflectors. Es va enfonsar per la popa després d'un breu intercanvi de trets, 34 membres de la tripulació van ser rescatats a les 22:10. Tres membres del Woolsey van resultar ferits per foc de metralladora i setze membres de la tripulació dels submarins van morir.

## Llopades
L'U-73 va participar en vuit llopades, a saber:
- West (31 de maig – 16 de juny de 1941)
- Kurfürst (16 – 20 de juny de 1941)
- Grönland (12 – 27 d'agost de 1941)
- Reissewolf (21 – 31 d'octubre de 1941)
- Wal (10 – 15 de novembre de 1942)

## Resum de l'historial d'atacs
| Data                   | Vaixell             | Nationalitat                       | Tonatge | Comboi         | Destí    |
| ---------------------- | ------------------- | ---------------------------------- | ------- | -------------- | -------- |
| 24 de març de 1941     | Waynegate           | Regne Unit                         | 4,260   | OB 288         | Enfonsat |
| 3 d'abril de 1941      | Alderpool           | Regne Unit                         | 4,313   | SC 26          | Enfonsat |
| 3 d'abril de 1941      | British Viscount    | Regne Unit                         | 6,895   | SC 26          | Enfonsat |
| 3 d'abril de 1941      | Indier              | Bèlgica                            | 5,409   | SC 26          | Enfonsat |
| 3 d'abril de 1941      | Westpool            | Regne Unit                         | 5,724   | SC 26          | Enfonsat |
| 20 d'abril de 1941     | SS Empire Endurance | Regne Unit                         | 8,570   |                | Enfonsat |
| 20 d'abril de 1941     | HMS ML 1003 *       | Royal Navy                         | 46      |                | Enfonsat |
| 20 d'abril de 1941     | HMS ML 1037*        | Royal Navy                         | 46      |                | Enfonsat |
| 11 d'agost de 1942     | HMS Eagle           | Royal Navy                         | 22,600  | WS 21S         | Enfonsat |
| 14 de novembre de 1942 | Lalande             | Regne Unit                         | 7,453   | Operació Torxa | Danyat   |
| 1 de gener de 1943     | Arthur Middleton    | Estats Units                       | 7,176   | UGS 3          | Enfonsat |
| 1 de gener de 1943     | USS LCT-21**        | Marina dels Estats Units d'Amèrica | 255     | UGS 3          | Enfonsat |
| 21 de juny de 1943     | Brinkburn           | Regne Unit                         | 1,598   | TE 22          | Enfonsat |
| 27 de juny de 1943     | Abbeydale           | Regne Unit                         | 8,299   | XTG 2          | Danyat   |
| 16 de desembre de 1943 | John S. Copley      | Estats Units                       | 7,176   | GUS 24         | Danyat   |

## Sensors

### Radar
L'U-73 va ser un dels pocs submarins equipats amb un sistema de radar U FuMO 61 Hohentwiel. Es va instal·lar al costat d'estribord de la torre de guaita.

## Comandants
- Kptlt. Helmut Rosenbaum - 30 de setembre de 1940 - 10 de setembre de 1942
- Oblt. Horst Deckert - 1 d'octubre de 1942 - 16 de desembre de 1943